# Michael Barrett
Michael Barrett Jr. (Valdosta, 21 dicembre 1999) è un giocatore di football americano statunitense che milita nel ruolo di linebacker per i Las Vegas Raiders della National Football League (NFL).

## Carriera universitaria
Nella prima stagione a Michigan nel 2018, Barrett disputò due partite. L'anno seguente giocò principalmente negli special team, disputando 11 partite e mettendo a segno 7 tackle.
Nella stagione 2020, accorciata per la pandemia di COVID-19, Barrett partì come titolare in tutte le sei partite, mettendo a segno 44 placcaggi, di cui 2 con perdita di yard, un sack e un fumble forzato. Il primo sack in carriera di Barrett giunse il 24 ottobre 2020, contro Minnesota.

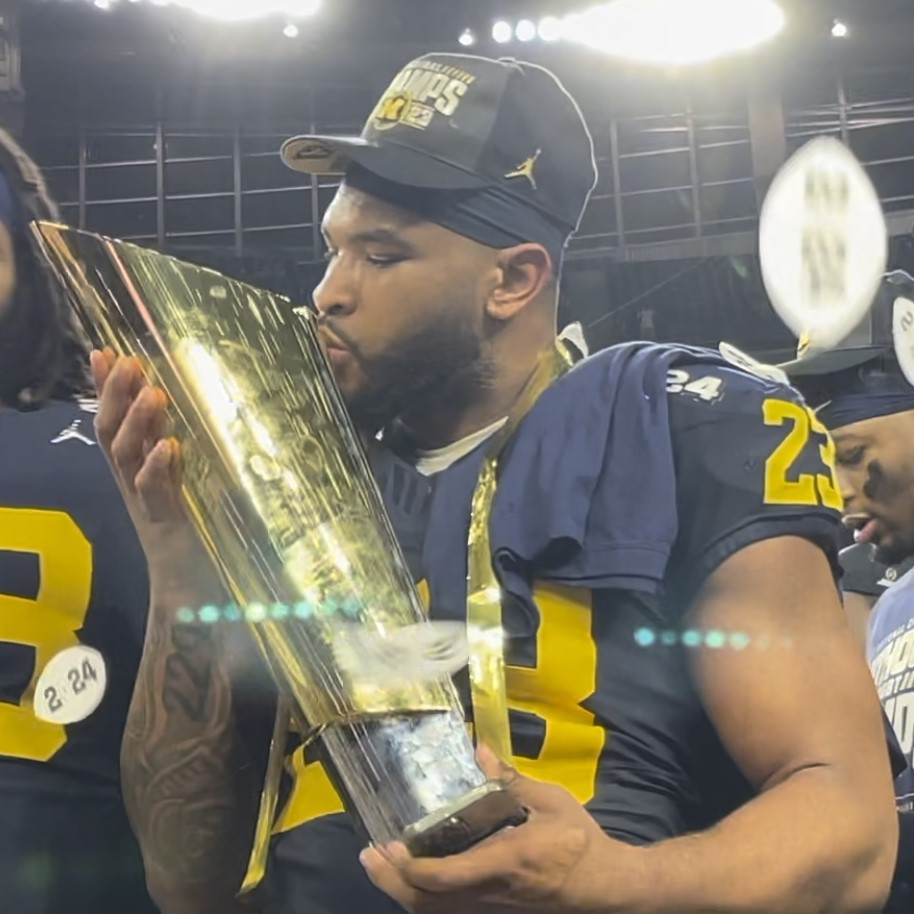
Barrett bacia il trofeo dopo la vittoria dei Wolverines del titolo nazionale del 2023

Nella stagione 2021 Barrett disputò una partita come titolare, mettendo a segno 20 tackle, di cui 1,5 con perdita di yard, un sack e un passaggio deviato.
L'8 ottobre 2022 Barrett mise a segno 7 tackle e un sack cruciale, contribuendo alla vittoria su Indiana Hoosiers. Il 5 novembre 2022 fece registrare i suoi primi due intercetti, ritornandone uno in touchdown, nella vittoria su Rutgers.
Barrett chiuse la stagione 2022 con 72 placcaggi, di cui 5 con perdita di yard, 3,5 sack, 2 intercetti e 3 passaggi deviati. Per le sue prestazioni fu inserito nella terza formazione ideale della Big Ten Conference.
Barrett fece ritorno ai Wolverines nel 2023, la sua ultima stagione di eleggibilità. Fu nominato uno dei sei capitani della squadra. A fine anno vinse il campionato nazionale battendo in finale Washington e fu inserito per la seconda volta nella terza formazione ideale della Big Ten. In quella stagione disputò tutte e 15 le partite come titolare, con 65 tackle, 3 sack e 3 fumble forzati.
Barrett chiuse la carriera all'Università del Michigan come giocatore con più vittorie nella storia dell'istituto, con un bilancio di 61-14 nel corso di sei stagioni, dal 2018 al 2023.

## Carriera professionistica

### Carolina Panthers
Barrett fu scelto nel corso del settimo giro (240º assoluto) del Draft NFL 2024 dai Carolina Panthers.

### Seattle Seahawks
Il 22 agosto 2024 Barrett fu scambiato con i Seattle Seahawks in cambio del cornerback Mike Jackson. Barrett non rientrò nel roster attivo iniziale e il 27 agosto fu svincolato per poi essere aggreggato alla squadra di allenamento. Il 10 settembre fu svincolato.

### Cleveland Browns
Il 12 settembre 2024 Barret firmò per la squadra di allenamento dei Cleveland Browns. Fu svincolato l'8 ottobre.

### Green Bay Packers
Il 30 novembre 2024 Barrett firmò per la squadra di allenamento dei Green Bay Packers. Il 5 gennaio 2025 fu elevato nel roster attivo per la gara dell'ultimo turno della stagione regolare, dove però non scese poi in campo.

### Las Vegas Raiders
Il 21 maggio 2025 Barrett firmò con i Las Vegas Raiders.